# Messages Deleted
Messages Deleted (Brasil: Mensagens Deletadas ) é um filme estado-unidense de 2009, dos géneros terror e suspense, dirigido por Rob Cowan e escrito por Larry Cohen. Foi estrelado por Matthew Lillard e gravado no Canadá.

## Elenco
- Matthew Lillard .. Joel Brandt
- Deborah Kara Unger .. Detetive Lavery
- Gina Holden .. Millie Councel
- Serge Hounde .. Detetive Breedlove
- Chiara Zanni .. Claire
- Michael Eklund .. Adam Brickles
- Xantha Radley .. Enfermeira Bev
- Ken Kramer .. Ben Brandt
- Brandon Jay McLaren .. Dude up Front
- Woody Jeffreys .. Patrick
- Ildiko Ferenczi .. Kathy
- Paul Lazenby .. Tractor
- Anna Galvin .. Lisa Kwan
- Biski Gugushe .. Tech Shrink
- Parm Soor .. Limo Driver